# Казлано
Казлано (італ. Caslano) — громада  в Швейцарії в кантоні Тічино, округ Лугано.

## Географія
Громада розташована на відстані близько 155 км на південний схід від Берна, 28 км на південний захід від Беллінцони.
Казлано має площу 2,8 км², з яких на 49,3% дозволяється будівництво (житлове та будівництво доріг), 7,9% використовуються в сільськогосподарських цілях, 39,6% зайнято лісами, 3,2% не є продуктивними (річки, льодовики або гори).

## Демографія
2019 року в громаді мешкало 4304 особи (+7,9% порівняно з 2010 роком), іноземців було 30%. Густота населення становила 1515 осіб/км².
За віковим діапазоном населення розподілялося таким чином: 19,4% — особи молодші 20 років, 54,6% — особи у віці 20—64 років, 26% — особи у віці 65 років та старші. Було 1952 помешкань (у середньому 2,2 особи в помешканні).
Із загальної кількості 1641 працюючого 5 було зайнятих в первинному секторі, 674 — в обробній промисловості, 962 — в галузі послуг.